# Knjiga vaskrsnuća Hristovog
Knjiga vaskrsenja Hristovog je nekanonski ranohrišćanski spis koji se pripisuje apostolu Vartolomeju. Ovu knjigu ne treba mešati sa izgubljenim Evanđeljem po Vartolomeju, iako možda može biti njen deo.
Knjiga vaskrsnuća Hristovog detaljno nabraja koje su sve žene bile na Isusovom grobu:

## Spoljašnje veze
- GOSPEL OF BARTHOLOMEW